# Echinanthera cephalomaculata
Echinanthera cephalomaculata là một loài rắn trong họ Rắn nước. Loài này được Di Bernardo miêu tả khoa học đầu tiên năm 1994.